# سیارک ۱۲۶۰۲
سیارک ۱۲۶۰۲ (به انگلیسی: 12602 Tammytam، نامگذاری:1999RT183) دوازده هزار و ششصد و دومین سیارک کشف شده‌است که در ۹ سپتامبر ۱۹۹۹ کشف شد.
قدر مطلق سیارک برابر ۱۶.۲ است.